# Do You See the Light (Looking For)
Do You See the Light (Looking For) è un singolo del gruppo musicale tedesco Snap!, pubblicato il 10 maggio 1993 come quarto e ultimo estratto dal secondo album in studio The Madman's Return.

## Tracce
7" Single
1. Do You See the Light (Looking For) (7" Edit) – 4:09
2. Do You See the Light (Looking For) (Deep Ethno Dub 7" Mix) – 3:55

12" Single
1. Do You See the Light (Looking For) (12" Mix) – 6:39
2. Do You See the Light (Looking For) (Dance 2 Trance Mix) – 8:01
3. Do You See the Light (Looking For) (Deep Ethno Dub Mix) – 6:09

CD Maxi
1. Do You See the Light (Looking For) (7" Edit) – 4:09
2. Do You See the Light (Looking For) (Dance 2 Trance Mix) – 8:01
3. Do You See the Light (Looking For) (12" Mix) – 6:39

## Classifiche

### Classifiche settimanali
| Classifica (1993) | Posizione massima |
| ----------------- | ----------------- |
| Austria           | 8                 |
| Belgio (Fiandre)  | 5                 |
| Danimarca         | 9                 |
| Europa            | 9                 |
| Finlandia         | 2                 |
| Francia           | 40                |
| Germania          | 13                |
| Irlanda           | 9                 |
| Italia            | 16                |
| Paesi Bassi       | 9                 |
| Regno Unito       | 10                |
| Svezia            | 20                |
| Svizzera          | 10                |

### Classifiche di fine anno
| Classifica (1993) | Posizione |
| ----------------- | --------- |
| Belgio (Fiandre)  | 33        |
| Germania          | 56        |
| Paesi Bassi       | 62        |